# (26607) 2000 FA33
2000 أف أي 33 (ويعرف أيضًا باسم (26607) 2000 أف أي 33 وفق تسمية الكوكب الصغير) (بالإنجليزية: 2000 FA33)‏ هو كويكب ضمن حزام الكويكبات؛ وترتيبه 26607 من حيث الاكتشاف.
اكتُشف هذا الجُرم الفلكي بواسطة بحث لنكولن عن الكويكبات القريبة من الأرض في 29 مارس 2000.

## وصلات خارجية
- (26607) 2000 FA33 في قاعدة بيانات مختبر الدفع النفاث لأجرام النظام الشمسي الصغيرة

- الاكتشاف · مخطط المدار ·  العناصر المدارية · المعلمات المادية

- (26607) 2000 FA33 على موقع ويكي سكاي: DSS2, SDSS, GALEX, IRAS, Hydrogen α, X-Ray, Astrophoto, Sky Map, Articles and images